# Euophrys patellaris
Euophrys patellaris es una especie de araña saltarina del género Euophrys, familia Salticidae. Fue descrita científicamente por Denis en 1957.
Habita en España.